# Karl Engel (Maler)
Karl Engel (* 29. Oktober 1889 in Kirchbach (Kärnten); † 10. November 1985 in Wien) war ein österreichischer Maler und Entwurfszeichner für Glasmalerei.

## Leben und Werk

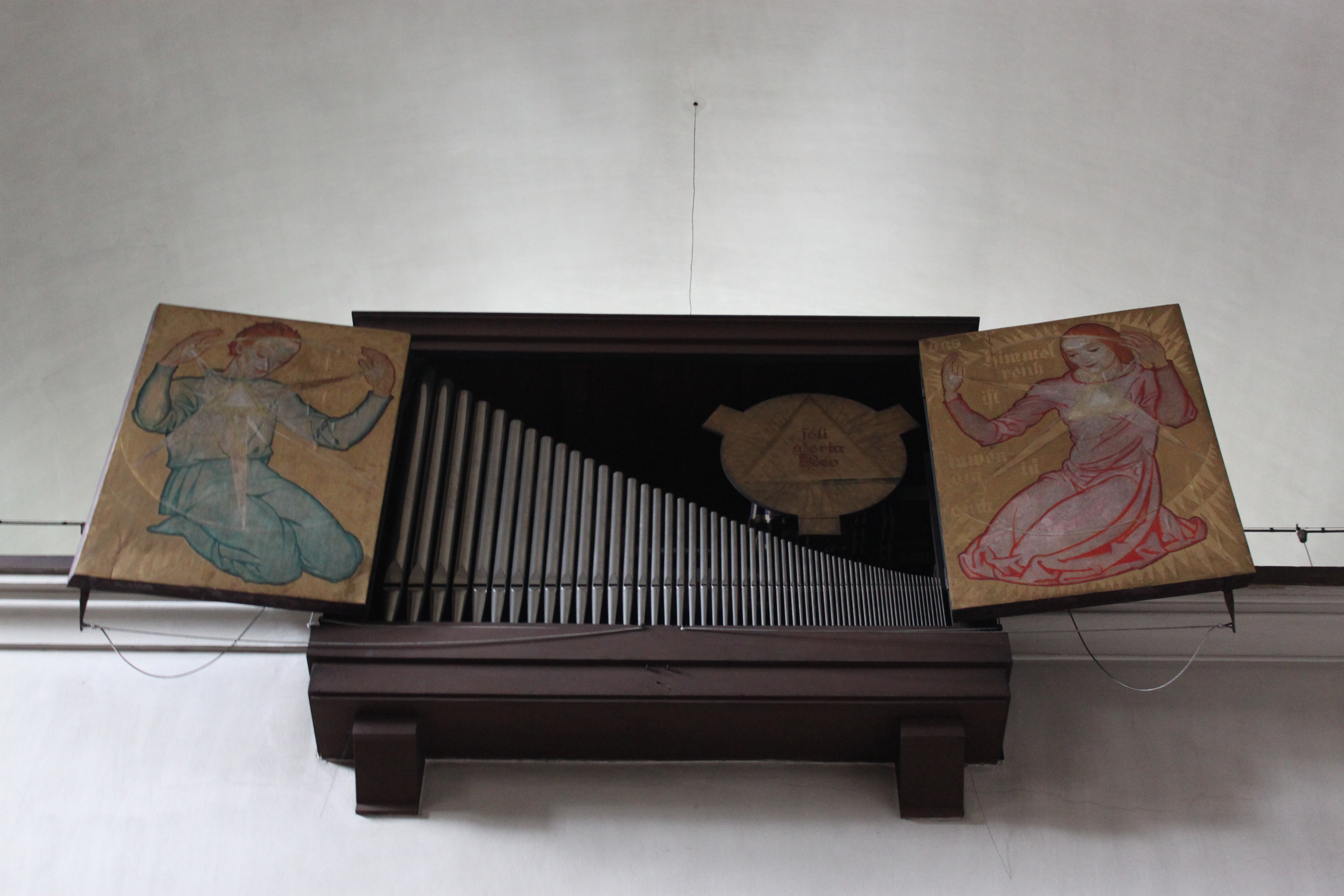
Positiv der Orgel der Pfarrkirche Alt-Ottakring

Seine Ausbildung erhielt Karl Engel während eines achtjährigen Studiums an der Akademie der bildenden Künste in Wien bei Rudolf Bacher.

## Werke
- Im Jahr 1935 schuf er die beidseitige Bemalung der Flügeltüren des Brüstungspositivs der Orgel der Alt-Ottakringer Pfarrkirche.[1]
- 1949 stellte er sein Aquarell Harmonie bei der Frühjahrsausstellung des Wiener Künstlerhauses zur Schau.
- 1964 gestaltete er das Altarbild der Donatuskapelle in Neckenmarkt.

Gesichert sind weitere Tätigkeiten in Wien Mitte der 1970er Jahre.
- Wandgemälde in der Hubertuskirche am Lainzer Tiergarten
- Glasmalereien in der Filialkirche Lachsfeld
- Altarbild in der Schwechater Friedhofskirche
- Fresken in der Pfarrkirche Neckenmarkt, Pfarrkirche Kittsee und in der Pfarrkirche Eichgraben
- Porträt Otto Bauer, Öl auf Leinwand, ca. 110 × 90 cm, Heeresgeschichtliches Museum, Wien

Er signierte seine Werke oftmals mit einem Symbol, ein Herz, auf dem ein Kreuz steht.